# Delianuova
Delianuova is een gemeente in de Italiaanse provincie Reggio Calabria (regio Calabrië) en telt 3542 inwoners (31-12-2004). De oppervlakte bedraagt 21,0 km², de bevolkingsdichtheid is 170 inwoners per km².

## Demografie
Delianuova telt ongeveer 1207 huishoudens. Het aantal inwoners daalde in de periode 1991-2001 met 3,6% volgens cijfers uit de tienjaarlijkse volkstellingen van ISTAT.
| Jaar | Inwoneraantal |
| ---- | ------------- |
| 1991 | 3718          |
| 2001 | 3584          |

## Geografie
Delianuova grenst aan de volgende gemeenten: Cosoleto, San Luca, Scido.